# Wolfgang Maier (Trainer)
Wolfgang Maier (* 19. Dezember 1960 in Berchtesgaden) ist ein deutscher Skitrainer und -funktionär im Deutschen Skiverband (DSV). Von 1997 bis 2006 war er Cheftrainer des deutschen Frauenteams und arbeitet seitdem im DSV als Alpindirektor.

## Leben
Maier wuchs im Berchtesgadener Land auf, wo er nach dem Schulabschluss zunächst eine Ausbildung zum Bürokaufmann absolvierte. Seit Beginn der 1980er-Jahre übernahm er verschiedene Trainerstellen – zunächst im Schüler- und Nachwuchsbereich, ehe ihn der Deutsche Skiverband ab 1988 hauptberuflich engagierte. 1989 schloss Maier eine Ausbildung zum Diplomsportlehrer ab und wurde drei Jahre später Slalomtrainer des deutschen Frauenteams. Als Nachfolger des zum Technischen Direktors ernannten Rainer Mutschler stieg er 1997 zum Frauen-Cheftrainer auf und verantwortete in dieser Funktion die Olympiasiege 1998 von Katja Seizinger in der Abfahrt und in der Kombination sowie von Hilde Gerg im Slalom. In der Folge erreichten die deutschen Alpin-Frauen wechselhafte Ergebnisse bei Großereignissen: Bei den Skiweltmeisterschaften 1999 und 2003 blieben sie ohne Medaille, 2001 wurde Martina Ertl Kombinations-Weltmeisterin und gewann in dieser Disziplin 2002 olympisches Bronze. 
Im Anschluss an die Winterspiele 2006 wechselte Maier auf den Posten des Alpindirektors im Deutschen Skiverband. Sein Nachfolger als Frauen-Cheftrainer wurde Mathias Berthold. In den späten 2000er- und frühen 2010er-Jahren war Maria Höfl-Riesch die erfolgreichste deutsche Skisportlerin mit drei Olympiasiegen, zwei Weltmeistertiteln und dem ersten Rang im Gesamtweltcup 2010/11. Weitere Titel und Medaillen holten unter anderem Viktoria Rebensburg und Felix Neureuther.
Maier ist verheiratet und hat vier Kinder.

## Weblink
- Wolfgang Maier im Munzinger-Archiv (Artikelanfang frei abrufbar)

| Personendaten    | Personendaten                          |
| ---------------- | -------------------------------------- |
| NAME             | Maier, Wolfgang                        |
| KURZBESCHREIBUNG | deutscher Skitrainer und Skifunktionär |
| GEBURTSDATUM     | 19. Dezember 1960                      |
| GEBURTSORT       | Berchtesgaden, Bayern, Deutschland     |